# Cimino-Shunt

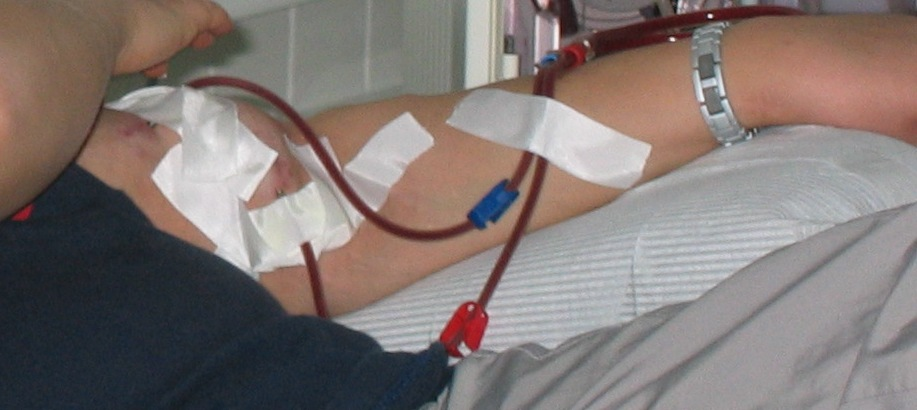
Ein punktierter Oberarmshunt

Ein Cimino-Shunt, oder auch Cimino-Brescia-Fistel, ist eine operativ geschaffene direkte Verbindung einer Arterie (meist A. radialis) und einer daneben oder in der Nähe liegenden Vene des Unterarms (meist V. cephalica oder V. mediana cubiti), wobei die „gefistelte“ Vene sich erweitert (dilatiert) und darüber nach Punktion mit einer Nadel Blut entnommen und darüber zurückfließen kann. Einsatz findet dieser erstmals 1966 von James E. Cimino vorgestellte subkutan (unter der Haut) angelegte arteriovenöse Shunt in der chronischen Dialysetherapie, zu der die Patienten über diesen Shunt an die externen Blutfiltermaschinen angeschlossen werden.

## Operatives Vorgehen

"angestochene" Fistel zwischen A. radialis und V. cephalica (hier: Seit-zu-Seit-Anastomose).

Häufigste Lokalisation zur Anlage des Shunts ist der distale, also körperferne Unterarm. Vor der Operation können die Gefäße beider Seiten dopplersonographisch überprüft und das weitere Vorgehen davon abhängig gemacht werden.
Der Zugang zu den Gefäßen erfolgt über einen Hautschnitt von ca. 3–5 cm am daumenseitigen Unterarmende. Hierauf wird zunächst die Vene aufgesucht und dargestellt und dann die Arterie freipräpariert. Die Vene muss soweit aus dem sie umgebenden Bindegewebe gelöst werden, dass sie ohne Spannung zur Arterie verlegt werden kann.
Anschließend klemmt man die Vene ab, schneidet sie am distalen Ende ab und spült sie mit einer Heparin-Kochsalzlösung. Dann klemmt man auch die Arterie ab und eröffnet sie mit einem kurzen Längsschnitt. Die Vene wird dann möglichst ohne Drehfehler, das heißt, ohne Verdrehen der Vene um die eigene Achse, in einer Seit-zu-Seit-Anastomose auf die Arterie genäht, dann werden die Klemmen der Gefäße wieder gelöst. Die Vene sollte sich nun schnell mit arteriellem Blut füllen, was durch eine deutliche Lumenzunahme zu beobachten ist. Mit dem Finger kann man ein pulsierendes Schwirren fühlen. Die Anastomose muss auf mögliche Leckagen überprüft werden.
Abschließend näht man den Hautschnitt wieder zu und hört mit einem Stethoskop noch die operierte Stelle ab. Es sollte ein pulssynchrones Schwirren zu hören sein.

## Komplikationen
Neben Fehlern bei der Operation selbst, z. B. einem Drehfehler, kann es auch zu Infektionen des Shuntgebietes, thrombotischen Verschlüssen des Shunts und Anastomoseninsuffizienzen kommen. Auch eine überstarke Dehnung der Vene Richtung Oberarm, ein Aneurysma, kommt vor.